# Duits kiessysteem
Het Duitse kiessysteem was oorspronkelijk een meerderheidsstelsel, maar werd in 1919 door het systeem van evenredige vertegenwoordiging vervangen. Bij de oprichting van de Bondsrepubliek Duitsland in 1949 was de belangrijkste verandering de introductie van een kiesdrempel van vijf procent.

## Geschiedenis

### Frankfurter Parlement 1848
Evenals in veel andere landen werd in Duitsland in de 19e eeuw naar een meerderheidsstelsel in een-persoons-kiesdistricten gekozen. De eerste verkiezingen voor geheel Duitsland vonden plaats in 1848 voor het Frankfurter Parlement. De precieze bepalingen verschilden per staat. Alleen "zelfstandigen" mochten kiezen, in de praktijk echter werd dat zo gedefinieerd dat ruim tachtig procent van de mannelijke, volwassen bevolking heeft gekozen. Partijen in de moderne zin bestonden nog nauwelijks, de verkiezingen gingen om persoonlijkheden. Die partijen ontstonden pas in de jaren 1860.

### Keizerrijk
De Rijksdag vanaf 1867/1871 werd ook per een-persoons-kiesdistricten gekozen. De invoering van het algemeen kiesrecht (dus voor alle mannen ongeacht hoeveel belasting men betaalde) was toen vrij bijzonder; Otto von Bismarck wilde op die manier de liberalen zwakker maken, die baat hadden van een censusstelsel waarin alleen rijkere mannen mochten kiezen. Op het platteland, dacht Bismarck terecht, stemden de mensen conservatief. Later hadden wel de sociaaldemocraten (SPD) voordeel van het algemeen kiesrecht.
In het Keizerrijk mochten alle mannen vanaf 25 jaar stemmen, met uitzondering van leden van het leger, gedetineerden, mensen onder een voogdij en mensen die van de armenhulp leefden. In 1874 waren 11,5 procent van de mannen buitengesloten, in 1912 nog 5,9. In het algemeen stond Duitsland niet slechter dan de VS. Dat vrouwen niet mochten kiezen werd ook door de meeste vrouwen niet als probleem gezien.

Hoe de 397 kiesdistricten in 1912 hebben gekozen. In rood de overwinnaars, de sociaaldemocraten, sterk in het midden van Duitsland en de grote steden. Op plaats twee waren de katholieken van het Zentrum, hier in zwart. In lichtoranje de districten waar de kandidaten van regionale minderheden wonnen, in het oosten de Polen, in het zuidwesten de Elzassers.

Gekozen was die kandidaat, die in zijn kiesdistrict een absolute meerderheid van de stemmen kreeg. Zo nodig kwam er een tweede stemgang met de twee succesvolste kandidaten.
Er waren gedeeltelijk grote verschillen tussen het aandeel stemmen en het aandeel zetels voor een partij. De redenen hiervoor waren:
- In een districtenstelsel "tellen" alleen de stemmen voor de winnaar in een district, de andere stemmen niet.
- Partijen hebben vaak al voor de verkiezingen afgesproken om een gezamenlijke kandidaat te benoemen, en zeker in de tweede stemgang. Meestal hebben de burgerlijke partijen samengewerkt om een zetel voor de SPD te voorkomen, of de protestanten, zodat de katholieke kandidaat niet werd gekozen. Profijt daarvan hadden vaak de liberalen.
- De indeling van de districten werd niet aangepast aan de demografische ontwikkelingen (migratie, groei van de bevolking). In Teltow-Charlottenburg bij Berlijn stemden in 1912 338.900 mannen, in Schaumburg-Lippe maar 10.700. Dit bevoordeelde het rurale Duitsland in tegenstelling tot het stedelijke (dus de conservatieven en katholieken tegenover links-liberalen en sociaaldemocraten).[3]

De partijen stelden alleen daar kandidaten op waar ze een redelijke kans hadden. De SPD was de enige landelijke partij; zij wilde overal verkiesbaar zijn, veel stemmen ten minste in de eerste stemgang verkrijgen en propagandistisch op het verschil tussen stemmen en zetels kunnen wijzen. De stemuitslagen uit het Keizerrijk zijn niet zomaar vergelijkbaar met die van later, omdat veel tactisch gestemd werd.
In 1912 werd de sociaaldemocratische fractie in de Rijksdag voor het eerst de grootste, met 34,8 procent van de stemmen en 27,7 procent van de zetels. De sociaaldemocraten waren het meest ontevreden met het kiessysteem en werden ook in het algemeen als buitenstaanders behandeld. Vanwege de kiessuccessen werd het voor de regering echter steeds moeilijker om zonder de sociaaldemocraten te regeren. In de Eerste Wereldoorlog werkten de sociaaldemocraten sinds juli 1917 in de Interfraktioneller Ausschuss met links-liberalen en katholieken samen.
Aan het eind van het Keizerrijk, in juli 1918, werd het kiesrecht nog gereformeerd: in sommige kiesdistricten met veel inwoners moest meer dan één zetel worden gekozen. Ofschoon dit voor de sociaaldemocraten niet beslist van voordeel was, stemden ze in die hervorming in om de samenwerking met links-liberalen en katholieken niet in gevaar te brengen. Vanwege de novemberrevolutie 1918 kwam die hervorming echter nooit in werking.
Het grootste probleem voor de democratisering en parlementarisering van Duitsland was het kiesrecht in Pruisen, dat met drie klassen werkte. Daardoor werden de sociaaldemocraten bijna volledig uit het Pruisische parlement gehouden. Vanwege de constitutionele positie van Pruisen lag daarin de kracht van de behoudende groepen.

### Weimarrepubliek 1919-1933

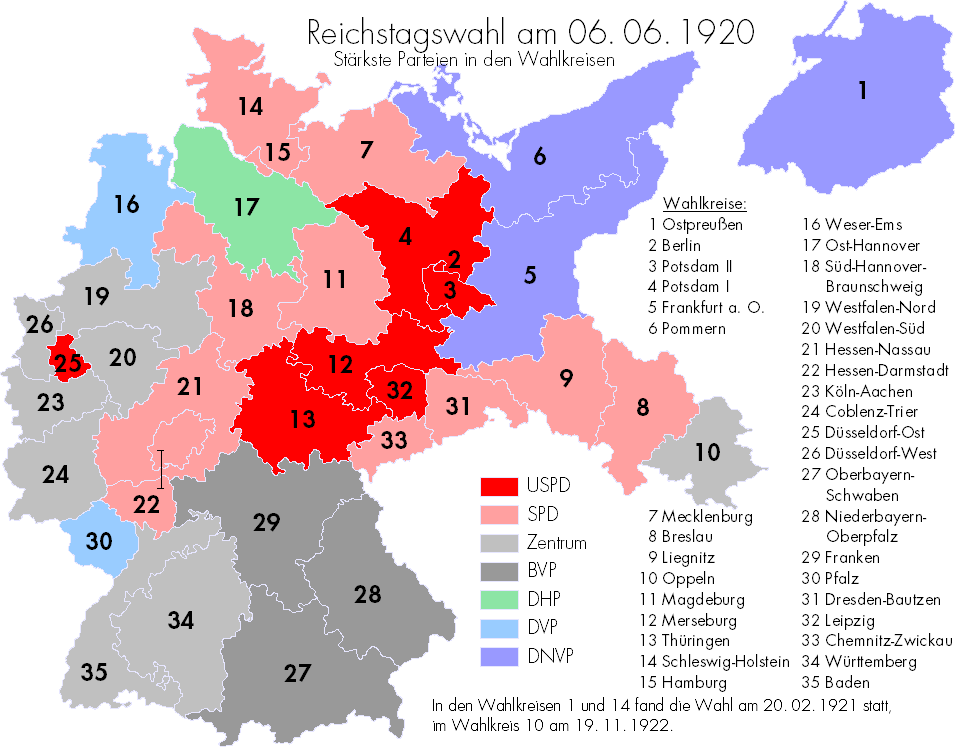
Reichstagswahl van 1920

Na de troonsafstand van keizer Willem II werd de sociaaldemocraat Friedrich Ebert regeringsleider. Zijn overgangsregering zorgde voor een modern kiesrecht voor de Nationale Vergadering van Weimar, die op 19 januari 1919 werd gekozen. Voor het eerst mochten ook vrouwen stemmen, en voor het eerst werd via het systeem van evenredige vertegenwoordiging gekozen.
Bij de verkiezingen voor de Rijksdag in de Weimarrepubliek kreeg een partij één zetel per 60.000 stemmen. Het totaal aantal parlementszetels hing dus af van de stemopkomst. De stemmen en resterende stemmen werden op verschillende regionale niveaus berekend, zodat er een verschil tussen het aandeel stemmen en het aandeel zetels tot stand kon komen. Het was dus geen stelsel van pure evenredige vertegenwoordiging.
Naast de verkiezingen voor de Rijksdag vonden ook verkiezingen voor de Rijkspresident plaats (1925 en 1932). Gekozen was wie de absolute meerderheid van de stemmen kreeg. In een tweede stemgang (waaraan alle kandidaten en ook nieuwe kandidaten mochten deelnemen) was de relatieve meerderheid voldoende. De grondwet voorzag ook in plebiscieten.

### Bondsrepubliek sinds 1949/1990

Hoe de kiesdistricten in 2005 hebben gekozen

Na de Tweede Wereldoorlog koos men in Duitsland voor een kiessysteem met een kiesdrempel van vijf procent. Dit geldt voor de verkiezingen op federaal niveau (Bondsdag) maar ook voor de deelstaten. Enkel bij gemeenteverkiezingen is er vaak geen kiesdrempel.
Bij de eerste Bondsdagverkiezingen, van 1949, werd de kiesdrempel nog per bondsland toegepast. De Deutsche Partei bijvoorbeeld had in de gehele Bondsrepubliek maar 4,0 procent van de stemmen gekregen, maar wel tussen 12 en 18 procent in die vier bondslanden, waarin ze aantrad. Als ze stemmen in andere bondslanden zou hebben gekregen, zouden die niet mee hebben geteld. Sinds 1953 echter geldt de kiesdrempel voor de gehele Bondsrepubliek, dit maakt het regionale partijen moeilijker om in de Bondsdag te komen.

## Bondsdag
Het kiessysteem voor de Duitse Bondsdag is in basis een systeem van evenredige vertegenwoordiging met een kiesdrempel van vijf procent, echter met elementen van een districtenstelsel toegevoegd.

### Kiesdrempel
Er geldt een kiesdrempel van vijf procent, maar er zijn meer mogelijkheden om in het parlement te komen. Zo zijn minderheidspartijen afgezonderd van deze regeling. Zo'n partij zal in het parlement komen als het genoeg Zweitstimmen behaalt voor een zetel (ongeveer 40.000 stemmen). Een voorbeeld is de Südschleswigscher Wählerverband (SSW), dat bij de Duitse Bondsdagverkiezingen 2021 een mandaat kreeg nadat het ruim 55.000 stemmen wist te krijgen uit Zuid-Sleeswijk.
Daarnaast geldt de kiesdrempel niet voor partijen die landelijk minstens drie kiesdistricten weten te winnen. Dat was bijvoorbeeld het geval voor Die Linke in 2021. De socialistische partij haalde slechts 4,9% van de stemmen, maar won drie kiesdistrichten (twee in Berlijn en één in Leipzig). Die Linke kreeg daardoor 4,9% van het aantal zetels toebedeeld in het parlement. 

### Mandaten
Wie in de Bondsdag wil worden gekozen moet of de relatieve meerderheid in een een-persoons-kiesdistrict halen (Direktmandat), of op een redelijk goede plaats van een deelstaats-lijst (Landesliste) van een partij staan. Een politicus mag trouwens zowel in een kiesdistrict als ook tegelijkertijd op een lijst staan. Een reële kans op een Direktmandat maken normaliter alleen de kandidaten van CDU/CSU en SPD. In de grote steden lukt het de Groenen soms om een mandaat binnen te halen en in Oost-Duitsland zijn er enkele kiesdistricten die worden gewonnen door Die Linke en de AfD. Grote uitzondering was in 1990 de zetel van Halle voor de FDP-kandidaat en oud-minister Hans Dietrich Genscher.

### Procedure

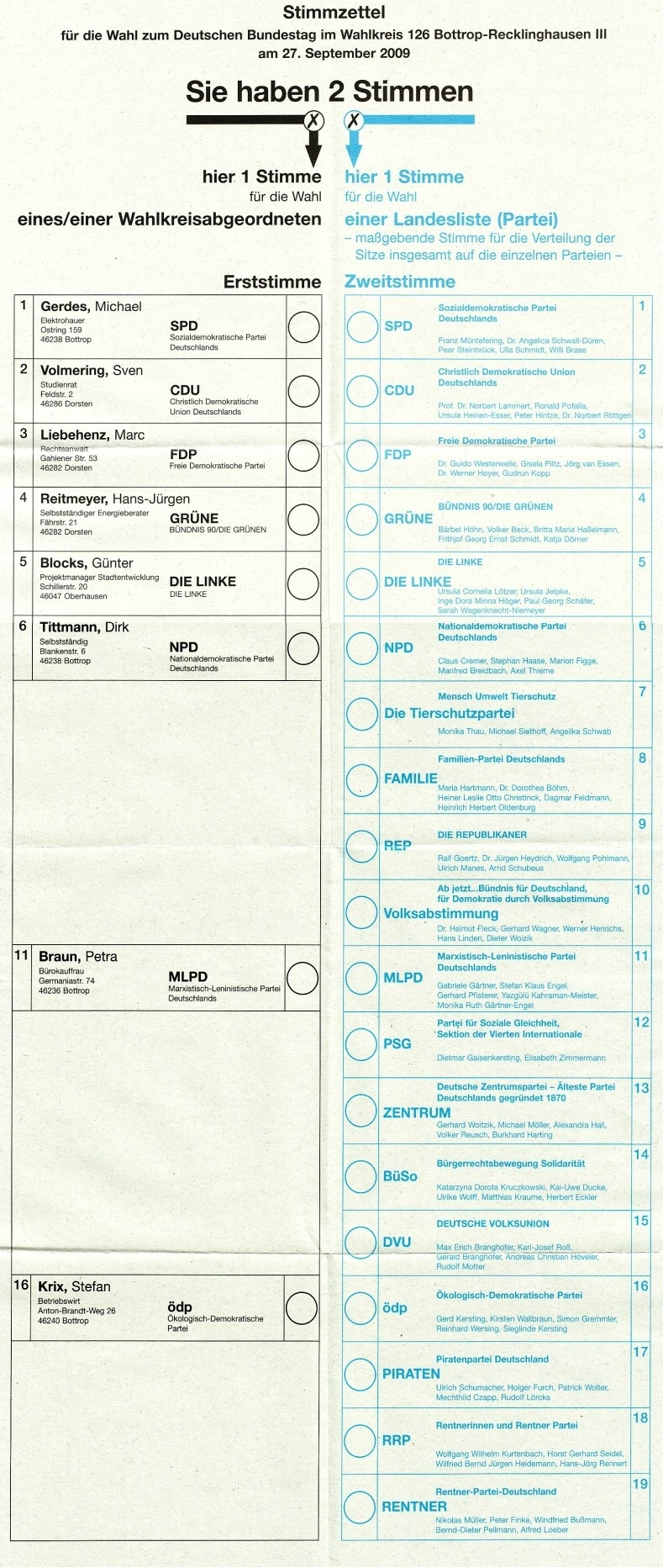
Stimmzettel voor de Bondsdagverkiezingen van 2009 in het kiesdistrict Bottrop-Recklinghausen III in de deelstaat Noordrijn-Westfalen.

Het is van tevoren vastgelegd hoeveel leden (afgevaardigden) de nieuwe Bondsdag in principe zal hebben. Nog in 1998 waren dat 656, vanaf 2002 zijn het 598. De helft van de afgevaardigden worden via kiesdistricten (Wahlkreise) gekozen, dus is het gehele bondsgebied opgedeeld in 299 kiesdistricten. Daarnaast stellen de partijen op deelstaat-niveau kandidatenlijsten (Landeslisten) samen. Omdat er zestien deelstaten zijn, presenteert een partij maximaal zestien Landeslisten; zeer kleine partijen treden echter alleen in sommige van de deelstaten aan. Dit is nadelig, omdat dan alleen in die deelstaten een stem op hen kan worden uitgebracht. Deze partijen zijn meestal ook niet sterk genoeg om in alle kiesdistricten kandidaten te stellen.
Elke stemgerechtigde heeft twee stemmen:
- Erststimme: Links op het stembiljet staat een rij met de kandidaten, die de partijen in het desbetreffende kiesdistrict hebben opgesteld. De stemgerechtigde kan één kruis zetten. Die kandidaat die de meeste stemmen (één méér dan de daarop volgende kandidaat) heeft gekregen, is gekozen en gaat voor dat district naar de Bondsdag. Alle stemmen voor de andere kandidaten zijn verder zonder belang.
- Zweitstimme: Rechts op het stembiljet staat een rij met de lijsten, die de partijen in de desbetreffende deelstaat hebben opgesteld. De stemgerechtigde kan hier eveneens één kruis zetten. Veel Duitsers vergissen zich en denken dat de tweede stem minder belangrijk zou zijn, in werkelijkheid is ze de belangrijkste.

### Telling
De tweede stem is belangrijker dan de eerste, omdat van haar afhangt hoeveel afgevaardigden een partij in totaal in de Bondsdag zal hebben. De telling kent drie stappen: hoeveel afgevaardigden zullen de enkele partijen krijgen, van welke Landeslisten hoeveel afgevaardigden van die partij zullen komen, en hoeveel afgevaardigden al via een kiesdistrict voor die partij zijn gekozen. Het geval van de SPD in 1998 als voorbeeld:
- Stap één: Er wordt gekeken naar welke partijen in het gehele bondsgebied ten minste vijf procent van de Zweitstimmen hebben gekregen, of alternatief ten minste drie Direktmandate (zetels die via een kiesdistrict werden verkregen). In 1998 waren dat: SPD, CDU/CSU, Grüne, FDP, PDS (alle hadden méér dan vijf procent in het bondsgebied gekregen). De stemmen van alle andere partijen (bijvoorbeeld de Partij van de Dierenbescherming, 0,3 procent) worden niet mee gerekend. De partijen met méér dan vijf procent verwierven in totaal ruim 46 miljoen stemmen. De SPD met ruim twintig miljoen Zweitstimmen in het bondsgebied moest dus verhoudingsgewijs 285 van de in totaal 656 zetels krijgen.
- Stap twee: Nu moet worden vastgesteld in welke deelstaat de partijen beter hebben gepresteerd dan in andere, dus aan welke Landesliste hoeveel zetels toekomen. Van de 20 miljoen SPD-stemmen kwamen ruim 5 miljoen uit Noordrijn-Westfalen, een grote en toen linkse deelstaat. Uit die deelstaat kreeg de SPD dus 72 afgevaardigden. In Mecklenburg-Voor-Pommeren, een veel kleinere deelstaat waar de SPD ook nog grote concurrentie door de PDS ondervond, stemden maar 380.000 kiezers op de SPD. In die deelstaat had de SPD recht op 5 zetels.
- Stap drie: Bepalend voor de zetelverdeling in de Bondsdag moeten de Zweitstimmen zijn, maar de helft van alle zetels werden al als Direktmandate weggegeven. Van de zetels die een partij per Landesliste moet krijgen, moeten de Direktmandate voor die partij worden afgetrokken. De SPD in Noordrijn-Westfalen was de winnaar in 53 kiesdistricten. Van de 72 zetels voor de SPD in deze deelstaat moesten 53 worden afgetrokken, dus kwamen de eerste 19 kandidaten van die lijst in de Bondsdag (als iemand van de lijst al een Direktmandat had gekregen, werd die persoon natuurlijk niet meer meegeteld). In Mecklenburg-Voor-Pommeren heeft de SPD zeven kiesdistricten veroverd, dus had ze in die deelstaat twee Direktmandate méér dan ze eigenlijk volgens het resultaat van de Zweitstimmen mocht hebben (vijf). In dit geval mocht ze alle zeven Direktmandate houden, en niemand van de Landesliste van de SPD in Mecklenburg-Voorpommeren kwam in de Bondsdag. Die twee Direktmandate "te veel" noemt men Überhangmandate.

### Probleem van deÜberhangmandate

Bundestagswahlkreise (kiesdistricten) 2013

Überhangmandate komen tot stand wanneer een partij in een deelstaat meer Direktmandate heeft veroverd dan ze volgens de Zweitstimmen aldaar mag hebben. De waarschijnlijkheid van het tot stand komen stijgt als er in een deelstaat een partij buitengewoon sterk is, of als meer dan twee partijen sterk zijn. Meestal krijgt vooral de grootste partij Überhangmandate.
In de oude Bondsrepubliek (tot 1990) waren er nauwelijks Überhangmandate: in 1965, 1969, 1972 en 1976 helemaal geen, in 1961 het record van vijf, anders tussen één en drie. Maar de Duitse hereniging zorgde ervoor dat er nieuwe deelstaten (uit Oost-Duitsland) bij kwamen, waarin de PDS (de oude communistische partij, nu Die Linke) sterk is. In 1998 bijvoorbeeld kreeg de SPD 13 Überhangmandate: drie in Brandenburg, één in Hamburg, twee in Mecklenburg-Voor-Pommeren, vier in Sachsen-Anhalt en drie in Thüringen. (Hamburg is een West-Duitse deelstaat waar de SPD alle zeven kiesdistricten had gewonnen, de andere zijn Oost-Duitse deelstaten.)
Bijzonder grote kritiek kwam op in 1994 toen de regering van Helmut Kohl (CDU) alleen dankzij Überhangmandate een absolute meerderheid in de Bondsdag had. Het Bundesverfassungsgericht, het constitutionele gerechtshof, had toen het kiessysteem nog verdedigd. Maar in 2008 stelde het in een oordeel vast dat het fenoneem van de Überhangmandate soms tot een negatives Stimmgewicht kan leiden, dus dat een partij met minder stemmen theoretisch meer zetels krijgt. Dit negatief stemmengewicht wordt veroorzaakt door de combinatie van Überhangmandate en verdeling van zetels van een partij naar deelstaat: Als een partij in een deelstaat minder stemmen krijgt, dan kan dat tot gevolg hebben dat een van haar zetels van die deelstaat naar een andere deelstaat verplaatst wordt. Als de partij in de deelstaat waar een zetel verloren wordt wel, en in de deelstaat waar een zetel gewonnen wordt geen Überhangmandate heeft, dan levert dit de partij een extra zetel op.
De Bondsdag werd opgedragen om tot 2011 het kiessysteem zodanig te wijzigen dat het negatives Stimmgewicht niet kan optreden. In 2009 werd echter nog zonder wijzigingen gestemd. In 2012 klaagde de linkse Bondsdag-oppositie tegen een nieuwe kieswet van de CDU/CSU-FDP-coalitie van Angela Merkel, en ze kreeg gelijk. De nieuwe wet liet nog steeds een negatives Stimmgewicht toe, en ook meer Überhangmandate dan voor het proportioneel stemrecht goed zou zijn.

### Hoofdkandidaten

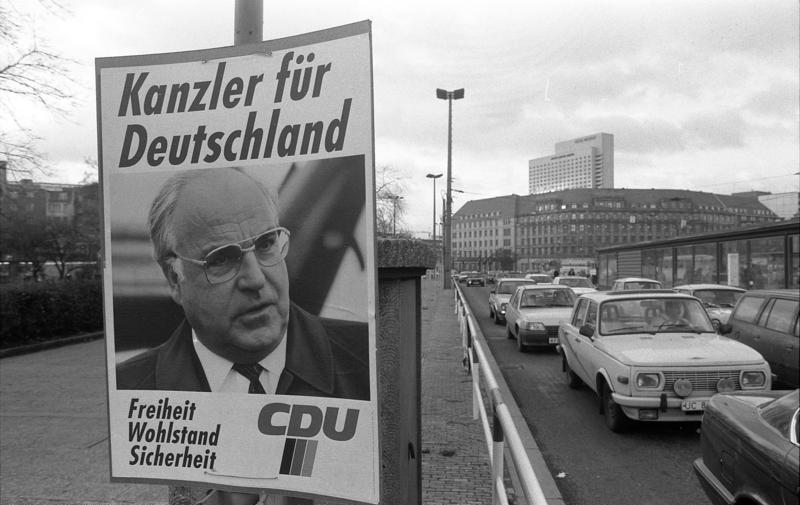
Verkiezingsposter voor Helmut Kohl in 1990, Leipzig. Kohl houdt het record, hij was tussen 1976 en 1998 zes keer kanselierskandidaat, de eerste keer nog als oppositieleider.

In Duitsland zijn er geen nationale kieslijsten, maar lijsten per deelstaat. Daarom zou een uitdrukking zoals lijsttrekker voor de hoofdkandidaat van een partij niet gepast zijn. Er bestaat het begrip Listenerste (Listenzweite enz.). Een kiezer in Noordrijn-Westfalen kan bijvoorbeeld niet op Angela Merkel stemmen, omdat zij in Mecklenburg-Voor-Pommeren Listenerste is (en daar ook haar kiesdistrict heeft). De meeste kiezers weten niet wie op welke plaats van een lijst staat, op het stembiljet staan alleen de eerste vier of vijf namen van de Landesliste vermeld.
De gebruikelijke term voor die kandidaat die voor een partij de grootste aandacht moet trekken, is Spitzenkandidat. Een partij kan ook met meerdere Spitzenkandidaten optreden, bijvoorbeeld de Groenen die traditioneel een man en een vrouw naar voren schuiven. De twee grootste partijen, CDU/CSU en SPD, hebben een kanselierskandidaat. Tot nu toe is de zittende kanselier steeds kanselierskandidaat van zijn partij geweest. Een kanselierskandidaat van een kleinere partij (zoals Guido Westerwelle van de FDP in 2002) wordt weinig serieus genomen omdat zijn kansen vrijwel nihil zijn.

### Overzicht Bondsdagverkiezingen sinds 1949
Sinds 1949 zijn er in de volgende jaren Bondsdagverkiezingen gehouden: 1949, 1953, 1957, 1961, 1965, 1969, 1972, 1976, 1980, 1983, 1987, 1990, 1994, 1998, 2002, 2005, 2009, 2013, 2017 en 2021

## Deelstaatparlementen (Landtage)
De verkiezingen voor de deelstaten gaan op principieel dezelfde wijze, al zijn er soms afwijkende regels. Zo krijgt in Sleeswijk-Holstein de partij van de Deenstalige minderheid (SSW) gegarandeerd haar zetels in het deelstaatparlement, ook al wordt de 5% niet gehaald.

## Lokale verkiezingen
Voor de lokale verkiezingen wordt meestal geen kiesdrempel toegepast. Toch zijn er een paar deelstaten waar wel een drempel gehanteerd wordt. Zo past Rijnland-Palts voor de districts- en gemeenteraadsverkiezingen een kiesdrempel van drie procent toe.
De lokale verkiezingen houden in, bijvoorbeeld in Noordrijn-Westfalen:
- gemeenteraad
- Kreistag, als de gemeente lid van een Kreis is; Bezirksvertretung, als de gemeente zo groot is dat ze Bezirke heeft
- Burgemeester
- Landrat, als de gemeente lid van een Kreis is

Verticale bestuursstructuur in Duitsland